# Anjouan

Bandiera di Anjouan

Anjouan (anche conosciuta come Ndzuwani o Nzwani) è un'isola dello Stato delle Comore.
La sua capitale è Mutsamudu e la sua popolazione nel 1991 era di circa 240.000.

## Geografia
Anjouan è parte dell'arcipelago delle Comore ed è situata nell'Oceano Indiano e più precisamente nel Canale del Mozambico. L'area totale dell'isola è 424 km².

## Clima
La temperatura annuale sull'isola varia da 27 a 32 °C.
Il clima è caldo ed umido da dicembre ad aprile e leggermente freddo da maggio a novembre.

## Cultura
Nativi africani, Creoli, Arabi, Polinesiani, Anatalotes e Persiani Shirazi creano la popolazione di Anjouan. La principale religione è l'Islam Sunnita. Sebbene sull'isola ci siano molte moschee, l'osservanza religiosa non è così stretta come in molti altri Paesi islamici. L'alcool è vietato. A causa dell'influenza del passato coloniale la cucina è molto simile a quella francese.

## Storia
I primi abitanti dell'isola erano esploratori e immigranti dall'Indonesia-Polinesia. Dopo ciò, molta della popolazione che abitava nell'Oceano Indiano, iniziò ad arrivare ad Anjouan e nelle Isole Comore. All'incirca nel 1500 fu fondato il sultanato di Ndzuwani, che si impossessò dell'intera isola.
L'isola finì sotto protettorato francese nel 1866. Fu annessa dalla Francia nel 1912 ed il sultanato fu schiacciato. Anjouan si unì allo Stato delle Comore quando divenne indipendente nel 1975. Nel 1997 le isole di Anjouan e Mohéli dichiararono la loro indipendenza dalle Comore. Il susseguente tentativo del governo di ristabilire il controllo sui ribelli dell'isola fallì. Attualmente è in corso un tentativo dell'Unione Africana di riprendere i negoziati.
Nel 2008 l'isola di Anjouan proclamò la propria indipendenza dallo Stato delle Isole Comore e il potere amministrativo venne assunto da Mohamed Bacar, colonnello dell'esercito delle Isole Comore autoproclamatosi presidente dell'isola di Anjouan. Il 25 Marzo 2008 l'Unione Africana e il governo ufficiale delle Isole Comore, coadiuvati dalle forze militari francesi presenti sull'isola di Mayotte, invasero l'isola di Anjouan per riportarla sotto il controllo del legittimo governo delle Isole Comore. Il colonnello Mohamed Bacar fuggì, tentando prima di chiedere asilo politico in Francia; e poi in Benin. 

## Economia
L'isola usa il franco come sua valuta corrente. L'economia è dipendente dall'agricoltura e relative industrie. Queste impiegano circa l'80% della forza lavoro. L'alimento base delle isole è il riso, molto del quale è importato. Anjouan è l'esportatore primario dell'olio di ylang-ylang, un ingrediente in quasi tutti i profumi.
A partire dagli anni 2000, l'isola di Anjouan ha tentato di posizionarsi nell'economia globale come un centro finanziario offshore. Il progetto di rendere Anjouan un centro finanziario globale venne definitivamente abbandonato nell'Estate del 2008, dopo che molti poteri locali vennero assunti dal governo centrale delle Isole Comore a seguito dell'invasione dell'isola. 
Del centro finanziario offshore di Anjouan rimane solamente la Anjouan Offshore Financial Authority (AOFA), la cui autorità di rilasciare licenze bancarie e finanziarie è stata apertamente contestata dalla stessa Banca Centrale delle Isole Comore, soprattutto a seguito di numerosi scandali che hanno coinvolto la AOFA, internazionalmente accusata di avere rilasciato licenze a banche fittizie (cc.dd. "shell banks"). 

## Struttura amministrativa
Come le altre due isole principali delle Comore, Anjouni costituisce una unità amministrativa indipendente, con un proprio presidente eletto. L'isola comprende due municipi, Domoni e Mutsamudu.